# ART+COM
Art+Com (Eigenschreibweise ART+COM) ist eine deutsche Designagentur mit Sitz in Berlin. Das Unternehmen versteht sich als Studio für mediale Kommunikation im Raum und gestaltet interaktive Installationen, mediale Räume und Architekturen.

## Geschichte

### Gründung und künstlerische Anfänge
Die Agentur wurde 1988 von Künstlern, Gestaltern, Wissenschaftlern und IT-Spezialisten aus dem Umfeld der Universität der Künste Berlin und der Berliner Sektion des Chaos Computer Clubs als Verein zur Erforschung des Computers als Medium zur Kommunikation gegründet. Anfänglich lag der Forschungsschwerpunkt im Bereich der Virtual Reality und des Interfacedesigns. Die 1992 auf der Ars Electronica präsentierte Arbeit, der Zerseher, propagierte den Computer als neues künstlerisches Medium und die Interaktion als eine seiner herausragenden Eigenschaften. Das Gemälde Knabe mit Kinderzeichnung in der Hand von Giovanni Francesco Caroto „zerfloss“ überall dort, wo der Betrachter hinsah. Je länger das digitale Bild betrachtet wurde, desto abstrakter wurde es. Der Blick des Betrachters wurde mittels Blickbewegungsregistrierung verfolgt und ein generativer Algorithmus steuerte die Veränderung des Bildes in Echtzeit.

### Terravision
Ab 1991 wurde ein Planetenbrowser konzipiert und mit Förderung der Deutsche-Telekom-Tochter Berkom entwickelt, der Informationen ortsbezogen visualisierte. 1994 wurde er unter dem Namen TerraVision erstmals auf der ITU-Konferenz in Kyōto öffentlich präsentiert. Terravision kombinierte Luftbilder, Satellitenaufnahmen, Höhen- und Wetterdaten der Erde, durch die in Echtzeit navigiert werden konnte. Das System wurde auch zur Visualisierung der damals noch in der Entwicklung befindlichen Planung des neuen Berliner Stadtzentrums eingesetzt.
Nach einer Präsentation auf der SIGGRAPH 1995 wurde die Installation im Demonstrationszentrum von SGI in Mountain View vorgestellt. Von dort anwesenden Entwicklern wurde in den Folgejahren eine sehr ähnliche Applikation Earth Viewer entwickelt, aus der später Google Earth hervorging. Nach Ansicht von Art+Com war Earth Viewer ein Nachbau von Terravision unter Verletzung eines von Art+Com 1996 in den USA angemeldeten Patents. Eine 2014 in den USA angestrengte Patentklage gegen Google wurde jedoch 2017 abgewiesen.
Die Geschichte von Terravision und des folgenden Rechtsstreits wurde in der 2021 veröffentlichten Netflix-Miniserie The Billion Dollar Code verfilmt.

### Umwandlung in Kapitalgesellschaft und weitere Projekte
1995 wurde aus dem Verein eine GmbH gegründet, die drei Jahre später in eine nicht börsennotierte Aktiengesellschaft umgewandelt wurde.

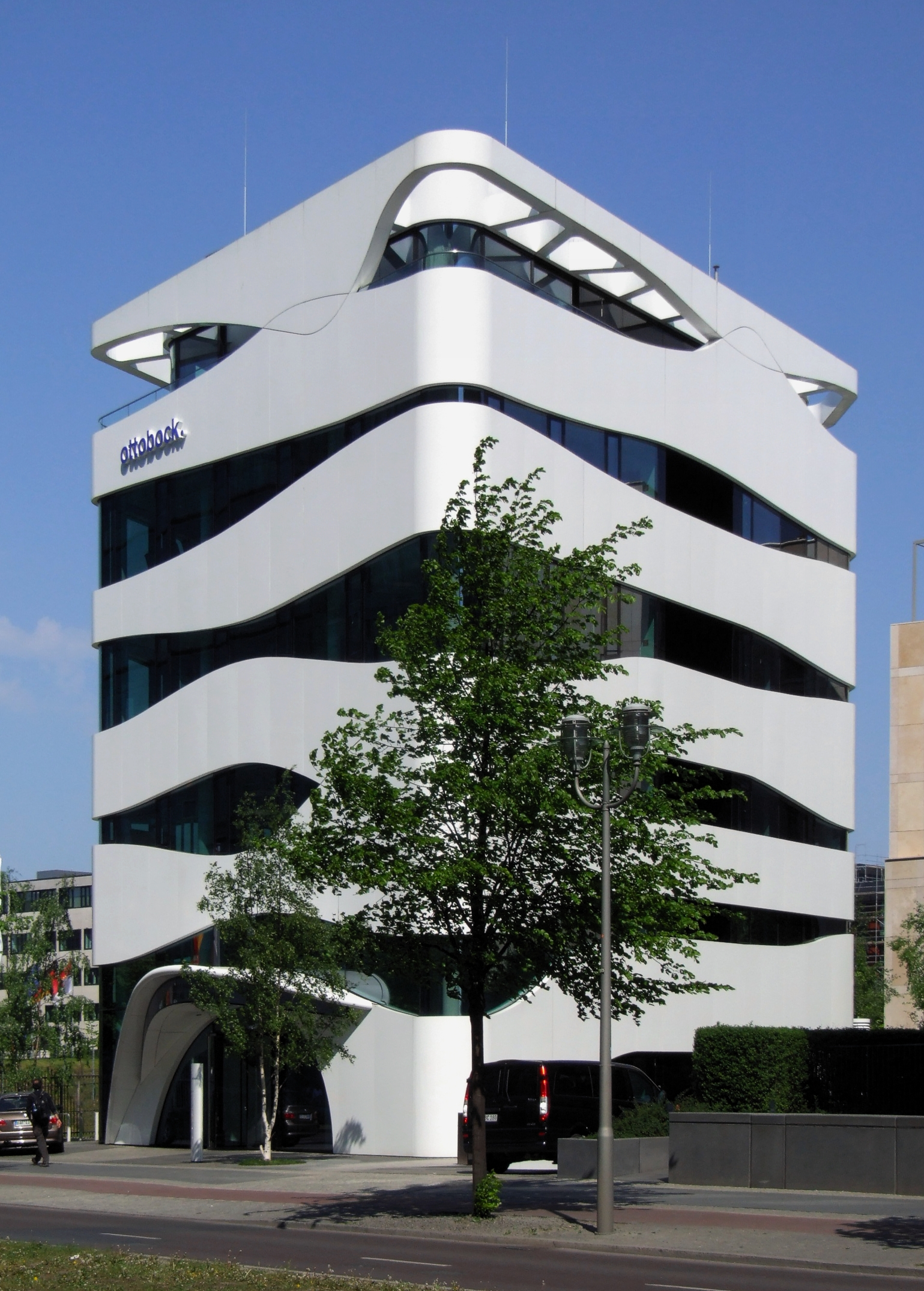
Otto Bock Science Center in Berlin

1999 scheiterte das im Rahmen der Loveparade von Radio Fritz zur Live-Übertragung von Bildern, Tönen und Texten getestete Urban Jungle Pack, ein 10 kg schwerer „Datenrucksack“ an der mangelhaften Leistungsfähigkeit des damaligen Mobilfunknetzes. In den darauffolgenden Jahren wurden erfolgreich 3D-Virtualisierungen archäologischer Forschungen präsentiert. TrojaVR erlaubte einen Rundgang durch das virtuelle Troja und im Rahmen des EU-Projektes The Neanderthal Tools wurden anhand von MRT- und CT-Scans dreidimensionale Repräsentationen der bis dahin bekannten und gesammelten Neandertaler-Funde Forschern über Nespos weltweit zur Verfügung gestellt.
Im Jahre 2004 wurde mit der Installation floating.numbers im Jüdischen Museum in Berlin erstmals ein Multitouch-Tisch vorgestellt, auf dem die Macht der Zahlen und ihre Bedeutung dargestellt wurden. Mit der Gestaltung des Berliner Museums für Naturkunde und den Juraskopen, digitale Ferngläser die die Dinosaurier-Exponate in ihre ursprüngliche Umgebung versetzen, der Ausstellung Das neue Österreich im Belvedere in Wien im Jahre 2005 sowie zahlreichen Showrooms für die Unternehmens- und Produktpräsentation verlagerte das Unternehmen seinen Schwerpunkt auf interaktive Installationen im Raum.
Die mediale Gestaltung des BMW Museums in München mit der Mediatektur, ein innerer Platz, der auf einer Fläche von über 700 m² mit über 1,7 Millionen LEDs bespielt wird und über Kameratracking auf die Besucher reagieren kann, und der vielfach ausgezeichneten kinetischen Skulptur, die mittels 714 einzeln aufgehängten und angesteuerten Metallkugeln den schöpferischen Prozess in der Automobilentwicklung visualisiert, realisierte Art+Com in Zusammenarbeit mit dem Architekturbüro Atelier Brückner. Die Ausstellung Level Green in der Autostadt und das Otto Bock Science Center, für die die interaktiven Exponate sowie die Medienfassade gestaltet und entwickelt wurden, wurden im Jahre 2009 fertiggestellt. Im darauffolgenden Jahr wurde der gemeinsam mit Graft gestaltete Boulevard der Stars am Potsdamer Platz in Berlin eröffnet.
2019 eröffnete die von Art+Com und Schiel Projekt gestaltete Dauerausstellung des Futuriums in Berlin, welche im folgenden Jahr mit einem Goldenen Nagel des Art Directors Club ausgezeichnet und mit dem Europäischen Museums-Preis prämiert wurde.

## Auszeichnungen (Auswahl)
- Art Directors Club: Kinetische Skulptur (diverse Gold national und international), Futurium (Gold in Experience Design)
- Cannes Lion: Kinetische Skulptur, Mediatektur (Gold)
- Clio Awards: Kinetische Skulptur (Gold), Mediatektur (Silber)
- D&AD Awards: Kinetische Skulptur (Black Pencil, 2× Yellow Pencil), Duality, Juraskope (jeweils Bronze)
- red dot design award: u. a. Duality, Juraskope, The Football Experience, floating.numbers
- BAFTA Interactive Environment Award: The Famous Grouse Experience
- iF Design Award: Das neue Österreich, documenta mobil